# Macchi M.17
Le Macchi M.17 est un hydravion italien de course construit par Macchi pour la Coupe Schneider de 1922.

## Conception et développement
Le M.17 a été le premier hydravion de course Macchi conçu par Alessandro Tonini. C'était un hydravion monoplace propulsé par un moteur V6 Isotta Fraschini de 250 ch (186 kW) monté sur l'aile supérieure sur jambes en N entrainant une hélice à deux pales dans une configuration de poussée.

## Historique opérationnel
Macchi construit deux M.17, dont (I-BAHG) prit la troisième place en 1922 de la Coupe Schneider avec Arturo Zanetti aux commandes à la vitesse moyenne de 225 km/h.
L'autre M.17, (I-BAFV) piloté par Piero Corgnolino, prit la quatrième place.

## Opérateur
Royaume d'Italie
- Regia Marina